# Музей города Ижевска
МАУК «Музей города Ижевска» — муниципальное автономное учреждение культуры в столице Удмуртской Республики, состоящее из трёх филиалов: выставочный центр «Галерея» (расположен на улице Карла Маркса), выставочный зал «Пушкинский» (расположен на улице Пушкинской) и «Музей Ижевска» (расположен на улице Милиционной).

## История
24 июня 1993 года решением Исполкома Городского Совета народных депутатов Удмуртской АССР № 208/1 был создан Муниципальный выставочный центр «Галерея». Учредителем стал отдел культуры горисполкома.
В октябре 1993 года было подписано Свидетельство о государственной регистрации Муниципального выставочного центра «Галерея». Первым директором МВЦ «Галерея» стала Михайлова Надежда Борисовна.
В 1998 году МВЦ «Галерея» реорганизован в Муниципальное учреждение культуры «Музейно-выставочный комплекс М. Т. Калашникова» с постоянной экспозицией «М. Т. Калашников — человек-легенда. Страницы жизни».
18 декабря 2003 года МУК «Музейно-выставочный комплекс М. Т. Калашникова» был реорганизован и разделён на Муниципальное учреждение культуры "Выставочный центр «Галерея» и на «Музейно-выставочный комплекс М. Т. Калашникова», находящийся в ведомстве Республики.
В 2008 году Муниципальное учреждение культуры «Выставочный центр „Галерея“» стало автономным — МАУК ВЦ «Галерея».
19 декабря 2012 года в структуре учреждения был создан проект «Музей Ижевска» постановлением Администрации города. В 2014 году была открыта постоянная экспозиция в Генеральском доме, расположенном в историческом центре города.
В 2018 году в ведение МАУК "ВЦ «Галерея» перешёл выставочный зал Союза художников Удмуртии. В 2021 году за ним закрепилось название — «Пушкинский».
28 июля 2021 года был подписан приказ о переименовании МАУК "Выставочный центр «Галерея» в МАУК «Музей города Ижевска». 09 августа 2021 была внесена запись о государственной регистрации МАУК «Музей города Ижевска» в единый государственный реестр юридических лиц.

## Деятельность

#### Фонды
В фондах музея собраны коллекции предметов быта, мебели, одежды, фотографий. Часть коллекции составляют произведения современных ижевских художников на тему истории города и дома. Также музей создает «Архив устной истории» с личными историями и воспоминаниями ижевчан в формате аудио- и видеоинтервью.

#### Исследовательская и проектная деятельность
Музей занимается изучением повседневной жизни Ижевска, семейной и личной истории, реализует исследовательские и выставочные проекты, посвященные городу и горожанам, исследует феномен Ижевска как уральского города-завода.
Одной из главных тем исследования является «Дом командиров Ижевских оружейного и сталеделательного заводов». Изучение ведется по нескольким направлениям: работа с документами в архивах по истории дома XIX—XX веков, запись воспоминаний горожан о доме в XX—XXI веке, подготовка выставочных и просветительских проектов.

#### Выставочная деятельность
МАУК «Музей города Ижевска» — комплекс выставочных площадок в столице Удмуртии. Там проходят временные выставки, а также есть постоянная экспозиия. Учреждение сотрудничает с музеями, творческими союзами, организациями, арт-проектами и частными лицами.

#### Зал национальных сувениров и экспериментальная творческая лаборатория
В учреждении работают зал национальных сувениров и экспериментальная творческая лаборатория (мастерская), созданные с момента основания МВЦ «Галерея» в 1993 году, где изготавливают сувениры ручной работы.

## Руководство
- 1993—2006 г.г. Михайлова Надежда Борисовна
- 2006—2012 г.г. Санникова Надежда Ивановна
- 2012—2013 г.г. Чернов Михаил Юрьевич
- 2014—2015 г.г. Тарануха Галина Владимировна
- 2015—2021 г.г. Ткаченко Алексей Михайлович
- 2021 — 2024 г.г. Попова Юлия Олеговна